# Bembix
Bembix ist eine Gattung der Grabwespen (Spheciformes) aus der Familie Crabronidae. Die weltweit verbreitete Gattung umfasst etwa 300 Arten. Das Hauptverbreitungsgebiet liegt in Australien mit 80 Arten und der äthiopischen Region mit 90 Arten. In der Paläarktis sind 64 Arten verbreitet, in Europa kommen 16 Arten vor, zwei auch in Mitteleuropa, lediglich die Kreiselwespe (Bembix rostrata) kommt auch in Deutschland vor.

## Merkmale
Das wichtigste Merkmal der Gattung ist die Reduktion des mittleren Punktauges (Ocellus) zu einer schmalen, winkelförmigen Linie. Nur bei wenigen Arten kann man eine Linse erahnen. Weitere Merkmale sind die Reduktion der Palpen auf zwei Labialpalpen und vier Maxillarpalpen. Häufig ist das Labrum schnabelartig verlängert.

## Lebensweise
Die Nester sind ein- oder mehrzellig und es werden bei manchen Arten neben dem eigentlichen Brutnest auch Trugnester errichtet. Die Eiablage erfolgt entweder auf dem ersten Beutetier oder in die noch leere Zelle. Dann wird es aufrecht oder liegend am Boden, in der Mitte der Zelle oder schräg angelehnt an die hintere Zellwand abgelegt. Die Brut wird mit Bienen, Wespen, Dasselfliegen oder Ameisenlöwen versorgt.
Da die Nester häufig in Gesellschaft angelegt werden und über mehrere Jahre dieselben Orte besiedelt werden, sind die Arten dieser Gattung gut erforscht.

## Arten (Europa)
- Bembix bicolor Radoszkowski 1877
- Bembix bidentata Vander Linden 1829
- Bembix cinctella Handlirsch 1893
- Bembix flavescens F. Smith 1856
- Bembix geneana A. Costa 1867
- Bembix megerlei Dahlbom 1845
- Bembix merceti J. Parker 1904
- Bembix oculata Panzer 1801
- Bembix olivacea Fabricius 1787
- Bembix pallida Radoszkowski 1877
- Bembix rostrata (Linnaeus 1758)
- Bembix sinuata Panzer 1804
- Bembix tarsata Latreille 1809
- Bembix turca Dahlbom 1845
- Bembix wagleri Gistel 1857
- Bembix zonata Klug 1835

## Belege